# 白井震四郎
白井 震四郎（しらい しんしろう、1911年（明治44年）7月15日 - 1982年（昭和57年）10月23日）は、日本の実業家。
日本高周波鋼業元取締役会長。神戸製鋼所元常務取締役。日本発条・尼崎製釘所（現・アマテイ）元各取締役。鋼材倶楽部・日本鉄鋼輸出組合（現・日本鉄鋼連盟）各元理事。

## 来歴
福島県会津若松市出身。衆議院議員を務めた白井新太郎の四男として生まれる。
祖父の白井五郎太夫は林安定とともに藩大砲隊頭を務め、鳥羽・伏見の戦いで討死した。なお父・新太郎の先妻は盛岡藩家老のち外交官の南部次郎（東政図）の次女・恵子、後妻は湯長谷藩の藩主家当主内藤政潔の叔母・董子である。また、兄（父・新太郎の養子）の白井龍一郎は加波山鉄道社長などを務めた実業家であり、龍一郎の妻は子爵山内豊健の姉で、幕末の土佐藩主山内容堂の孫にあたる。姉・美代子は鳥羽・伏見の戦いにおける幕府軍最高指揮官であった徳川慶喜の孫・徳川喜翰に嫁いだ。
1936年（昭和11年）慶應義塾大学を卒業し、1938年（昭和13年）神戸製鋼所に入社。
1947年（昭和22年）業務部第一購買課長となり、同鉄鋼課長、鉄鋼部販売部次長を経て、1953年（昭和28年）東京支社鉄鋼販売部次長に転じる。その後、東京鉄鋼販売部長、本社鉄鋼販売部長を経て、1960年（昭和35年）取締役、1966年（昭和41年）12月常務に就任。1972年（昭和47年）11月、日本高周波鋼業副社長に就任し、1973年（昭和48年）5月社長、1981年（昭和56年）6月会長を歴任。
鉄鋼業界恒例のイベントである「三鬼杯争奪ゴルフ大会」の最中に突然倒れ、1982年（昭和57年）10月23日、心筋梗塞のため急逝した。享年71。

## 人物
趣味はビリヤード。宗教は臨済宗。

## 家族
- 妻・正子（1914年（大正3年）3月24日生）
京都府立第二高等女学校卒[1]。
- 長男・国弘（1942年（昭和17年）4月7日生）
慶應義塾大学文学部卒[1]。日商岩井元勤務。妻は元運輸事務次官および日本航空元社長を務めた朝田静夫の次女・早紀子[1][6]。義弟は丸紅会長の朝田照男[6]。
- 長女・京子（1946年（昭和21年）12月17日生） 
慶應義塾大学文学部卒[1]。